# Język chakaski
Język chakaski (inne nazwy: abakański, jenisejo-turecki lub turko-jenisejski) – język należący do grupy północnej języków tureckich (wg starszych opracowań – do grupy wschodniej), używany przez ponad 40 tys. użytkowników mieszkających nad rzeką Abakan (lewy dopływ górnego Jeniseju) w Chakaskim Okręgu Autonomicznym w Kraju Krasnojarskim na Syberii.

## Klasyfikacja
języki ałtajskie
języki tureckie 
języki syberyjskie (północno-wschodniotureckie)
języki południowosyberyjskie
języki abakańskie (jenisejo-tureckie)
język chakaski

## Dialekty
- beltirski
- kaczyński
- kamaski †
- kojbalski
- kyzylski
- sagajski
- sorski

## Alfabet chakaski
| А а | Б б | В в | Г г | Ғ ғ | Д д | Е е | Ё ё |
| Ж ж | З з | И и | Й й | І і | К к | Л л | М м |
| Н н | Ң ң | О о | Ӧ ӧ | П п | Р р | С с | Т т |
| У у | Ӱ ӱ | Ф ф | Х х | Ц ц | Ч ч | Ӌ ӌ | Ш ш |
| Щ щ | Ъ ъ | Ы ы | Ь ь | Э э | Ю ю | Я я |     |